# Stotzheim
Stotzheim – miejscowość i gmina we Francji, w regionie Grand Est, w departamencie Dolny Ren.
Według danych na rok 1990 gminę zamieszkiwały 953 osoby, a gęstość zaludnienia wynosiła 70 osób/km² (wśród 903 gmin Alzacji Stotzheim plasuje się na 276. miejscu pod względem liczby ludności, natomiast pod względem powierzchni na miejscu 154.).